# 50 United Nations Plaza Federal Office Building (San Francisco)
El 50 United Nations Plaza Federal Office Building es un edificio federal de los Estados Unidos ubicado en United Nations Plaza entre las calles Hyde y McAllister en San Francisco (Estados Unidos). El edificio de estilo neoclásico de 1936, diseñado por Arthur Brown, Jr., figura en el Registro Nacional de Lugares Históricos y es una propiedad que contribuye al Distrito Histórico del Centro Cívico de San Francisco, que es un Monumento Histórico Nacional.

## Edificio
En 1906, un gran terremoto devastó San Francisco y destruyó más de 28 000 edificios, muchos como resultado de incendios posteriores. A medida que la ciudad se reconstruía, adoptó un plan para un centro cívico, desarrollado por primera vez en 1899 por el arquitecto inglés B.J.S. Cahill, para consolidar los edificios gubernamentales en una ubicación central. El último edificio completado para el Centro Cívico de San Francisco, el Edificio Federal, fue un componente fundamental del complejo de siete edificios que incluía edificios gubernamentales, una biblioteca y un teatro de ópera. El diseño del Centro Cívico incorpora la planificación City Beautiful, un concepto que se basa en los principios de diseño Beaux Arts y la arquitectura monumental de inspiración clásica. El Centro Cívico de San Francisco es uno de los ejemplos más exitosos del movimiento City Beautiful del país.
En 1927, el gobierno destinó 2,5 millones de dólares para el diseño y construcción del Edificio Federal, aunque los costos finales alcanzaron un total de 3 millones de dólares. Los funcionarios de la ciudad de San Francisco donaron un sitio en 1930. El arquitecto Arthur Brown, Jr. diseñó el edificio, que se construyó entre 1934 y 1936, bajo los auspicios del arquitecto supervisor del Tesoro Louis A. Simon. Brown estudió en la Ecole des Beaux-Arts de París, la escuela de arquitectura más importante del mundo, y se graduó en 1901. Fue el único arquitecto del Edificio Federal, así como del Teatro de la Ópera y el Edificio de Veteranos, ambos componentes importantes del Centro Cívico. Brown y su socio John Bakewell, Jr. diseñaron City Hall, una obra maestra arquitectónica de Bellas Artes de 1915. También ubicada dentro del Centro Cívico, la comisión del Ayuntamiento estableció las carreras de los socios.
En 1975, comenzó la construcción de United Nations Plaza, diseñada por el destacado arquitecto paisajista Lawrence Halprin y ubicada junto al Edificio Federal. El área peatonal de un acre fue nombrada en honor al establecimiento de la ONU, que ocurrió en el Edificio de Veteranos el 26 de junio de 1945. El Edificio Federal es un elemento que contribuye al Centro Cívico de San Francisco, que el Secretario del Interior designó Monumento Histórico Nacional en 1987. El edificio quedó vacante en 2007 después de que se construyera el San Francisco Federal Building en San Francisco. La Administración de Servicios Generales(GSA) se hizo cargo del edificio en 2013 después de su renovación.

### Arquitectura
El Edificio Federal es un excelente ejemplo de la arquitectura del Segundo Renacimiento, que muestra características que definen el estilo, como divisiones horizontales distintivas, una base rústica y ornamentación clásica que incluye columnas en las elevaciones exteriores. El edificio ocupa la manzana delimitada por United Nations Plaza y las calles Hyde, McAllister y Leavenworth. Tiene una planta rectangular con un patio interior que permite la entrada de luz natural al interior. El marco de acero de seis pisos está revestido de concreto resistente al fuego con pisos y losas de techo de concreto, características que los funcionarios y arquitectos acordaron que eran precauciones importantes después de los incendios provocados por el terremoto de 1906. Los muros de la elevación de la calle están construidos de ladrillo pero revestidos con granito, con la excepción de una sección de la elevación de la calle McAllister, que está revestida de terracota.
En los dos primeros pisos, el granito se rustica para articular la base del edificio. Los pisos superiores de la fachada sur, que da a la Plaza de las Naciones Unidas, están cubiertos con granito liso y dominados por una columnata de columnas dóricas de dos pisos separadas que están alineadas con pilastras dóricas en el edificio. Una balaustrada clásica sostiene la barandilla entre las columnas. La fenestración consiste principalmente en ventanas rectangulares espaciadas regularmente con configuraciones de paneles múltiples. La planta del ático está retranqueada respecto al plano de la pared del edificio y está rodeada por una balaustrada clásica y rematada por una cornisa moldurada.

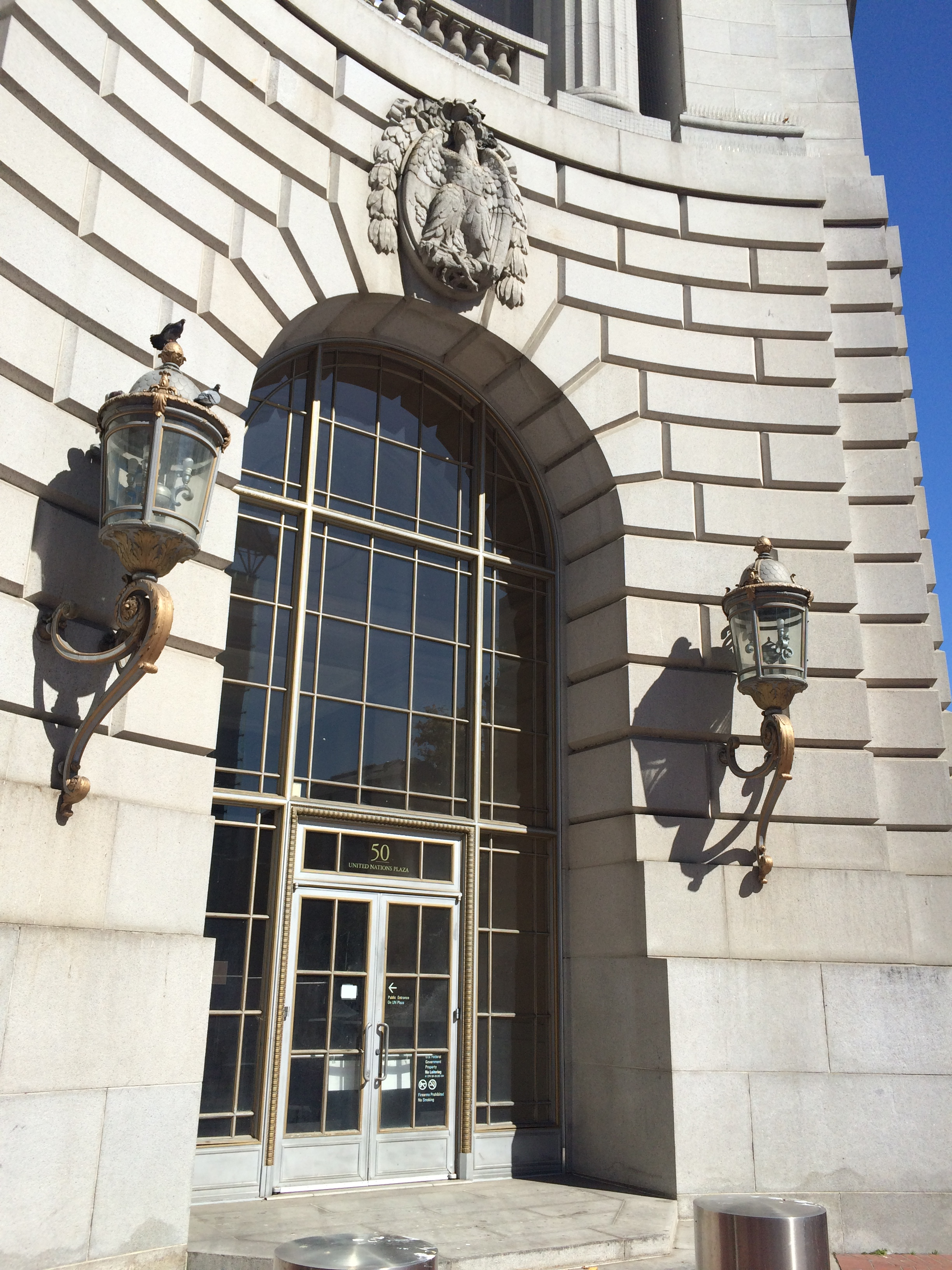
Entrada principal en la esquina de las calles Hyde y McAllister

La entrada principal, que consta de tres aberturas arqueadas, está ubicada en el centro de la fachada sur. El arco central está rematado por una clave que contiene un medallón con un motivo de escudo tallado, mientras que los arcos laterales están rematados por un medallón con un águila que sostiene ramas de olivo. Las entradas secundarias están ubicadas en las esquinas sureste y suroeste del edificio, donde los puntos de encuentro de las paredes exteriores se han diseñado como configuraciones de arco cóncavo. Los arcos de medio punto con medallones ornamentados colocados en las claves también marcan estas entradas, y los pórticos dóricos están ubicados sobre el segundo piso de las esquinas. Mascarones masculinos y femeninos (rostros tallados) adornan el exterior. Las tallas lucen diferentes tocados de temática hortícola, que incluyen maíz, trigo, colas de gato y hojas de roble. El techo a cuatro aguas está cubierto con cobre revestido de plomo de color gris claro.
El vestíbulo de la entrada principal y el vestíbulo del primer piso son los espacios interiores más grandiosos y ricamente detallados del edificio. El suelo de terrazo presenta un borde de mármol. Un friso de mármol gris, que se eleva a una altura de más de siete metros, cubre las paredes. Por encima del friso, las paredes de piedra fundida saltan hacia el techo de bóveda de cañón, que presenta cofres decorativos moldeados hexagonales, rectangulares y en forma de diamante y motivos de conchas. Una cornisa detallada y una entrada rematada con un frontón triangular se suman al diseño de inspiración clásica de los espacios de entrada.
Los arcos de piedra fundida separan el vestíbulo del ascensor del primer piso de los pasillos. Las puertas de bronce originales del ascensor permanecen y el bronce también se usa en otros elementos históricos del vestíbulo del ascensor, incluidos un buzón, relojes, cabinas telefónicas y marcos de directorios y tableros de anuncios del edificio. El vestíbulo conduce a un patio interior abierto al cielo. Las pasarelas se intercalan con árboles, arbustos y plantas de cobertura vegetal.
Varios espacios interiores significativos permanecen intactos. La antigua sala de juntas de la Armada se encuentra en el segundo piso. Los frisos artesonados cubren las partes bajas de los muros, mientras que las partes superiores son de yeso. La antigua oficina del inspector general, Cuerpo de Abastecimiento es una sala rectangular con esquinas redondeadas. Las puertas francesas de doble hoja admiten luz natural y conducen a un balcón exterior. Una cornisa de madera y yeso remata los muros. La antigua oficina del Recaudador de Impuestos Internos contiene una cornisa similar y un revestimiento de madera con paneles cubre las paredes.
Otro espacio interior importante es la antigua Suite del Comandante naval, una sala ceremonial circular, de seis metros de diámetro, con oficinas adyacentes, baño, vestidor y sala de espera. El piso de parquet de roble contiene un sello de la Armada colocado en el centro. Una chimenea original con una repisa adornada de estilo rococó de mármol verde antiguo permanece en la habitación.

## Historia

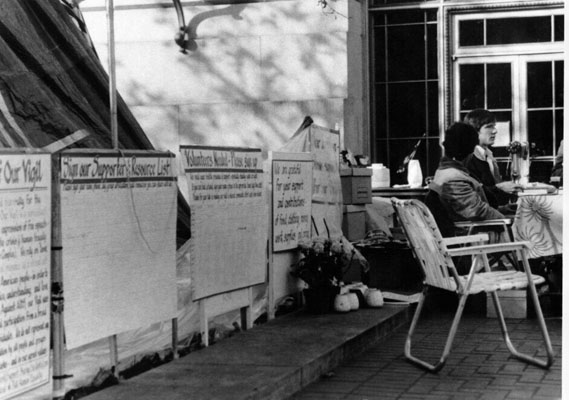
Vigilia SIDA/ARC en 1985

En 1977, después de la frustración de que el secretario del Departamento de Salud y Servicios Humanos de los Estados Unidos había retrasado la firma de las regulaciones que implementaban la Sección 504 de la Ley de Rehabilitación de 1973 durante cuatro años, los manifestantes por los derechos de las personas con discapacidad marcharon a este edificio federal y comenzaron una sentada que se convirtió en una ocupación de 26 días. Esta Sentada 504 fue dirigida por Judith Heumann y organizada por Kitty Cone. Más de 150 manifestantes se negaron a disolverse; esta acción fue la sentada más larga en un edificio federal hasta la fecha. Joseph Califano firmó el reglamento el 28 de abril de 1977.
En 1985, cuando el renombrado Departamento de Salud y Servicios Humanos de los Estados Unidos estaba en este edificio, los manifestantes con SIDA y complejo relacionado con el SIDA se encadenaron a la puerta del edificio el 27 de octubre para exigir al gobierno federal aumentar los fondos para el SIDA, la investigación relacionada, la atención y los servicios sociales. Allí permanecieron durante semanas y comenzaron la Vigilia AIDS/ARC, que fue un campamento que permaneció por diez años (hasta 1995).
En noviembre de 1985, el activista Cleve Jones organizó una marcha con velas en recuerdo de los asesinatos en 1978 del supervisor de San Francisco Harvey Milk y del alcalde George Moscone, y pidió a la gente que escribiera en carteles los nombres de los seres queridos perdidos por causas relacionadas con el SIDA. Al final de la marcha, pegaron los letreros en las paredes de este edificio federal. Los letreros pegados al edificio parecían una colcha de retazos para Jones, y se inspiró para comenzar la Colcha Conmemorativa del SIDA del Proyecto NAMES con varios colaboradores.

### Eventos significativos
- 1927: El Congreso aprueba 2.5 millones de dólares para el nuevo Edificio Federal de San Francisco[2]
- 1930: La ciudad de San Francisco dona el terreno para la construcción[2]
- 1934-1936: Se construye el edificio[2]
- 1975: Comienza la construcción de la Plaza de las Naciones Unidas[2]
- 1987: El Centro Cívico de San Francisco es designado Monumento Histórico Nacional[2]
- 2007: El edificio es desocupado[2]
- 2017: Se agrega el edificio al Registro Nacional de Lugares Históricos[13]